# Nicolas Hénard
Nicolas Hénard (* 16. September 1964 in Calais) ist ein ehemaliger französischer Segler.

## Erfolge
Nicolas Hénard nahm zweimal an Olympischen Spielen in der Bootsklasse Tornado teil. 1988 in Seoul gewann er die Regatta mit Jean-Yves Le Déroff mit deutlichem Vorsprung. In den ersten fünf von insgesamt sieben Wettfahrten belegten sie dreimal den ersten und zweimal den zweiten Platz, in der sechsten Wettfahrt wurden sie Fünfte. Damit waren sie bereits vorzeitig Olympiasieger vor dem neuseeländischen und dem brasilianischen Boot und verzichteten im abschließenden siebten Rennen auf einen Start. Vier Jahre darauf in Barcelona segelte er mit Yves Loday. Die beiden schoben sich mit einem zweiten Platz im abschließenden siebten Rennen noch auf den ersten Platz im Gesamtklassement vor und überholten damit noch die US-amerikanische und die australische Crew, womit Hénard ein weiteres Mal Olympiasieger wurde. Bei Weltmeisterschaften sicherte er sich 1988 im Tornado mit Jean-Yves Le Déroff in Tallinn die Silbermedaille. 1992 wurde er Europameister.